# Epiphyllum lepidocarpum
Az Epiphyllum lepidocarpum egy közép-amerikai epifita kaktusz, melyet gyűjteményekben alig lehet megtalálni.

## Elterjedése és élőhelye
Costa Rica: Vara Blanca, Cartago tartomány, 1600–3000 m tszf. magasságban hegyi esőerdőkben.

## Jellemzői
Idősen lecsüngő habitusú növény, a hajtások töve háromszögletes vagy hengeres, elfásodik, felső részük lapított, 30 mm szélesek, mélyen bevágottak, vastagok. Az areolák rövid szőröket hordoznak, valamint apró töviseket, pikkellyel fedettek. Virágai 200 mm hosszúak, fehérek, a pericarpium sok pikkelyt és töviseket hordoz. A bibe és a porzók fehérek. Termése 90 mm hosszú, 40 mm átmérőjű, hosszú pikkelyek fedik, violaszínű, a pulpa fehér vagy vörös.
Kultúrában a nemzetség többi fajával szemben hűvösebb tenyészhelyet igényel.